# Peyton Place (film)
Peyton Place is een Amerikaanse dramafilm uit 1957 onder regie van Mark Robson. Het scenario is gebaseerd op de gelijknamige succesroman uit 1956 van de Amerikaanse auteur Grace Metalious. Destijds werd de film in Nederland uitgebracht onder de titel Dorp der zonde.
Peyton Place gaat over een kleine stad waar perfectie en sociale status de twee grootste prioriteiten lijken te zijn. Terwijl de ouders moedeloos toezien hoe hun kinderen de wereld van de liefde verkennen, proberen de kinderen zich af te zetten tegen de normen en waarden die ze volgens de oudere mensen horen te hebben.
De film was in de Verenigde Staten niet meteen een succes. Meer kijkers werden echter gelokt toen Lana Turner in de media kwam door haar relatie met een crimineel. De film werd uiteindelijk genomineerd voor negen Oscars en twee Golden Globes. Peyton Place kreeg een vervolg in 1961, genaamd Return to Peyton Place. Ook werd in de jaren 60 de televisieserie Peyton Place uitgezonden, die gebaseerd is op de film.

## Verhaal
Het is 1941. Allison McKenzie is een tiener die binnenkort haar schooldiploma zal behalen. Haar vader stierf toen ze twee jaar oud was en haar moeder Constance is sindsdien een verbitterde dame. Ze is een beschermende moeder die graag wil dat Allison een keurige jongedame wordt. Voor haar komende achttiende verjaardag wil Allison niets liever dan de populaire Rodney en Betty uitnodigen. Omdat Constance opmerkt dat Betty een meisje is dat haar seksualiteit gebruikt om te krijgen wat ze wil, vraagt ze Allison om Betty niet uit te nodigen. Allison dramt door, waarna ze toestemming krijgt om iedereen uit te nodigen die ze wil.
Op de avond van Allisons verjaardag gaat Constance naar de film. Hierna gaat ze naar een wegrestaurant, waar ze Michael Rossi tegenkomt. Hij is de nieuwe directeur van een controversiële school. Hij wil de leerlingen namelijk leren over het echte leven en niet de harde wereld weergeven als een mooi sprookje. Constance wordt boos als ze te horen krijgt dat hij ook seksuele voorlichting wil geven op school. Ze vindt dat dit een taboe moet zijn en dat seks pas aanvaardbaar mag zijn bij getrouwde koppels.
Op het verjaardagsfeestje proberen Rodney en Betty het wat interessanter te maken door alcohol te gieten in de drank. Omdat hij ook de lichten dempt, verandert het feest al snel in een kamer waar koppels zoenen. Als Constance thuiskomt, ziet ze Allison zoenen met Rodney. Ze is razend en stuurt iedereen naar huis. Allison kan haar moeder dit maar moeilijk vergeven en ze zoekt troost bij Norman, een stille klasgenoot die niets liever doet dan lezen. Ze brengt hem mee naar haar geheime plek die uitzicht biedt over heel Peyton Place. Hij geeft hier toe een slechte relatie te hebben met zijn moeder, die jaloers is op iedereen waar Norman mee omgaat. Hierdoor durft hij bijna geen meisjes aan te spreken. Allison weet hem op zijn gemak te stellen en zoent hem.
Als het eindexamenbal nadert, wil Rodney graag met Betty naar het bal. Omdat Betty’s vader eist dat hij trouwt met haar, regelt zijn vader dat hij met Allison naar het bal gaat. Hier dumpt hij haar al snel om met Betty te vozen in zijn auto. Net als ze op het punt staan om te vrijen, dumpt ze hem omdat hij met Allison naar het bal is gekomen. Als het bal voorbij is en iedereen is achtergebleven, blijft toezichthoudster Constance achter met Michael. Ondertussen doet student Ted Carter een huwelijksaanzoek bij Selena, Allison's vriendin. Selena woont in een arm gezin en heeft een alcoholverslaafde stiefvader. Ze accepteert zijn aanzoek. Als ze eenmaal thuis komt wordt ze verkracht door Lucas, haar dronken stiefvader. De volgende dag is de diploma-uitreiking.
Terwijl de zomer voorbij gaat, schrijft Allison een verhaal over het leven in Peyton Place dat ze publiceert in de Peyton Place Times. Ondertussen blijkt Selena drie maanden zwanger te zijn van haar stiefvader Lucas. Als ze aan haar dokter opbiecht wie de vader is, chanteert en bedreigt de razende dokter Lucas hiermee. Hij dwingt de conciërge Peyton Place voorgoed te verlaten. Selena’s moeder luistert het gesprek af.
Niet veel later komt Selena thuis. Lucas merkt haar op en rent achter haar aan. Selena weet te vluchten, maar valt van een berg. Eenmaal in het ziekenhuis blijkt ze een miskraam te hebben gehad. De dokter vermeldt het als een blindedarmoperatie om het sociale leven van de jongedame niet te verwoesten. Ondertussen genieten Allison en Norman van een zomerdag aan het meer. Op hetzelfde moment verleidt Rodney Betty en neemt haar ook mee naar het meer. Hier besluiten de laatste twee om te gaan zwemmen zonder kleren aan. Dit wordt gezien door het echtpaar Charles en Marion. Zij zagen eerder Allison en Norman naar het meer gaan en gaan ervan uit dat zij het zijn.
Op dezelfde dag brengt Constance haar tijd door met Michael. Op de avond zoent hij haar. Ze duwt hem echter van zich af en gaat ervan uit dat hij alleen maar uit is op seks. Hij verklaart haar echter zijn liefde. Constance geeft niet toe en stuurt hem weg. Hierna wordt ze gebeld door Marion, die haar vertelt dat Allison en Norman naakt zijn wezen zwemmen. Constance is ontzet en regelt een afspraak met Normans moeder Evelyn. Samen confronteren ze Allison en Norman met deze bewering maar beiden ontkennen het allemaal. Allison is woest op haar moeder door de valse beschuldiging. Na een ruzie laat Constance los dat Allisons overleden vader een getrouwde man was toen ze zwanger van haar raakte. Allison rent huilend naar boven, waar ze Selena’s moeder Nellie aantreft. Ze heeft in haar kamer zelfmoord gepleegd via ophanging.
Ondertussen blijken Rodney en Betty getrouwd te zijn. Zijn vader is woedend, maar biedt hem een baan bij zijn bedrijf aan. Allison is in shock van de zelfmoord en het feit dat ze een buitenechtelijk kind is en vertrekt naar New York. Terwijl ze daar een leven opbouwt, verandert de aanval op Pearl Harbor het leven van de mensen in Peyton Place. De mannen worden het leger in gestuurd. Selena houdt contact met Allison via brieven en ze ontdekt dat ze Peyton Place steeds meer begint te missen. Als Rodney in de oorlog overlijdt, verzoent Betty zich met diens vader, die tot dan toe nooit een positief woord over haar kon opbrengen.
Als het nieuws de stad rond gaat dat Michael Peyton Place zal verlaten voor een baan in Portland, zoekt Constance hem op. Hier vertelt ze hem de waarheid over haar affaire met een getrouwde man. Hij houdt ondanks de waarheid nog steeds van haar. Als ook Constance dit inziet zoenen ze elkaar. Op hetzelfde moment wordt Selena’s leven opnieuw verstoord door Lucas, die op verlof is van de marine. Hij dringt zich opnieuw bij haar op. Ze weet hem echter te overmeesteren en slaat hem vele malen met een stok, waarna hij overlijdt.
Als een paar van Lucas' collega’s naar de winkel van Constance komen, waar Selena werkt, ontkent ze Lucas te hebben gezien. Ze vertrekken, maar Selena biecht de waarheid op aan Constance. Zij belt de politie, waarna Selena terecht moet staan. Om die reden keert Allison voor het eerst terug naar Peyton Place. In de trein komt ze Norman tegen. Na een gesprek komt ze aan in de stad, waar ze haar moeder tegenkomt. Ze wil echter niets met haar te maken hebben. Ondertussen vraagt Selena aan haar dokter of ze niets over de miskraam wil zeggen, omdat zij en Ted anders nooit meer aangekeken zullen worden. Dat ze de doodstraf kan krijgen als ze niets vertelt, laat haar koud.
Tijdens het verhoor berouwt Constance spijt om haar slechte band met haar dochter. Ondertussen lijkt Selena het verhoor te verliezen omdat ze de miskraam en verkrachting stilhoudt. De dokter kan dit niet langer aanhoren en vertelt de complete waarheid. Hierin confronteert hij ook de stad, waarin roddels de tieners verstikken. De jury verklaart Selena uiteindelijk niet schuldig. De stad blijkt haar niet te veroordelen. Als Constance aan de zijde van Michael naar huis loopt, rent Allison aan de zijde van Norman achter haar aan. Ze omhelzen elkaar, waarna de film is afgelopen.

## Rolverdeling
| Acteur             | Personage           |
| ------------------ | ------------------- |
| Lana Turner        | Constance MacKenzie |
| Lee Philips        | Michael Rossi       |
| Lloyd Nolan        | Dokter Swain        |
| Arthur Kennedy     | Lucas Cross         |
| Russ Tamblyn       | Norman Page         |
| Terry Moore        | Betty Anderson      |
| Hope Lange         | Selena Cross        |
| Diane Varsi        | Allison MacKenzie   |
| David Nelson       | Ted Carter          |
| Barry Coe          | Rodney Harrington   |
| Betty Field        | Nellie Cross        |
| Mildred Dunnock    | Elsie Thornton      |
| Leon Ames          | Mijnheer Harrington |
| Lorne Greene       | Procureur           |
| Robert H. Harris   | Seth Bushwell       |
| Tami Conner        | Margie              |
| Staats Cotsworth   | Charles Partridge   |
| Peg Hillias        | Marion Partridge    |
| Erin O'Brien-Moore | Evelyn Page         |

## Prijzen en nominaties
| Jaar | Prijs                             | Categorie                  | Genomineerde(n)    | Uitslag     |
| ---- | --------------------------------- | -------------------------- | ------------------ | ----------- |
| 1957 | Oscars                            | Beste film                 | Jerry Wald         | Genomineerd |
| 1957 | Oscars                            | Beste vrouwelijke hoofdrol | Lana Turner        | Genomineerd |
| 1957 | Oscars                            | Beste vrouwelijke bijrol   | Diane Varsi        | Genomineerd |
| 1957 | Oscars                            | Beste vrouwelijke bijrol   | Hope Lange         | Genomineerd |
| 1957 | Oscars                            | Beste regie                | Mark Robson        | Genomineerd |
| 1957 | Oscars                            | Beste mannelijke bijrol    | Russ Tamblyn       | Genomineerd |
| 1957 | Oscars                            | Beste mannelijke bijrol    | Arthur Kennedy     | Genomineerd |
| 1957 | Oscars                            | Beste bewerkte scenario    | John Michael Hayes | Genomineerd |
| 1957 | Oscars                            | Beste camerawerk           | William C. Mellor  | Genomineerd |
| 1957 | Golden Globes                     | Beste vrouwelijke bijrol   | Mildred Dunnock    | Genomineerd |
| 1957 | Golden Globes                     | Beste vrouwelijke bijrol   | Hope Lange         | Genomineerd |
| 1957 | Directors Guild of America Awards | Beste regie                | Mark Robson        | Genomineerd |
| 1957 | Laurel Awards                     | Beste drama                | Mark Robson        | Gewonnen    |
| 1957 | Laurel Awards                     | Beste vrouwelijke hoofdrol | Lana Turner        | Genomineerd |
| 1957 | Laurel Awards                     | Beste mannelijke bijrol    | Arthur Kennedy     | Genomineerd |
| 1957 | Laurel Awards                     | Beste vrouwelijke bijrol   | Diane Varsi        | Genomineerd |
| 1957 | Laurel Awards                     | Beste vrouwelijke bijrol   | Betty Field        | Genomineerd |
| 1957 | Writers Guild of America Awards   | Beste scenario             | John Michael Hayes | Genomineerd |